# Louis De Santis
Pour les articles homonymes, voir De Santis.
Louis De Santis est un acteur québécois né à Chicoutimi (aujourd'hui Saguenay) au Québec le 19 avril 1927 et mort à Montréal le 26 avril 2022,. Il est notamment le créateur du clown Bim.

## Filmographie

### Cinéma
- 1975 : Tout feu, tout femme : Tanguay
- 1990 : Une histoire inventée : Alfredo
- 1999 : Quand je serai parti... vous vivrez encore : Curé

### Télévision
- 1956 : La Boîte à Surprise (série télévisée) : Bim, des duos clownesques Bim et Nok (Jean-Louis Millette).
- 1957 : La Tour Eiffel qui tue (théâtre)
- 1958 : Pépé le cowboy (série télévisée) ; Bim et Sol (Marc Favreau)[3]
- Années 60 : Théâtre de Félix Leclerc (Le p'tit bonheur, Qui est le père...)
- 1963 : Rue de l'anse (série télévisée) : Frisé
- 1969 : Télévision éducative de l'Ontario, Courant d'air, dans 'Boule et Courant d'air'
- 1969 : Quelle famille! (série télévisée) : Éric Bonnefoy
- 1970 : À la branche d'Olivier (série télévisée) : Zorba
- 1971 : Nic et Pic (série télévisée)
- 1971 - 1974 : Maigrichon et Gras double (série télévisée) : Sergent Foudre
- 1974 - 1976 : La Petite Patrie (série télévisée) : J. Pageau (le barbier)
- 1975 - 1977 : Y'a pas de problème (série télévisée) : Jules
- 1977 : T'es un homme, mon bonhomme (télé-théâtre)
- 1978 : Drôle de monde (série télévisée)
- 1978 - 1984 : Terre humaine (téléroman) : Jonas Jacquemin
- 1983 : Poivre et Sel (série télévisée) : Rosario, agent d'assurance
- 1984 : À plein temps (téléroman) : Adrien Pommainville
- 1986 : Le Temps d'une paix (téléroman) : Gédéon Désilets
- 1992 : Les Intrépides (série télévisée) : M. Moretti
- 1992 : L'Amour avec un grand A (épisode Ça fait pas partie de la job) : Me Ludovic Paquette
- 1992 - 1995 : Graffiti (téléroman) : Jean-René Grégoire
- 1995 : Le Sorcier (téléroman) : Anatole Bernier

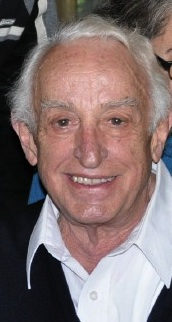
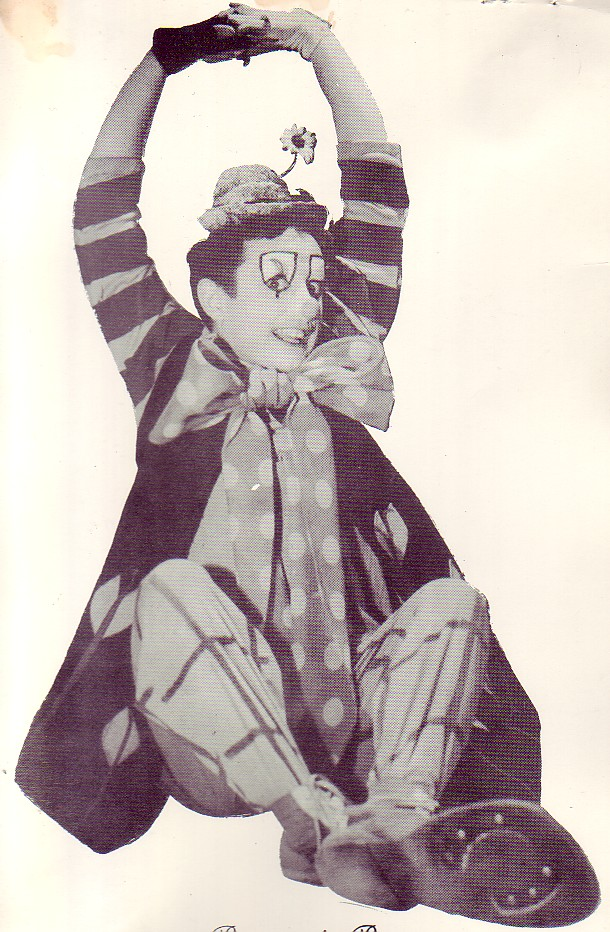
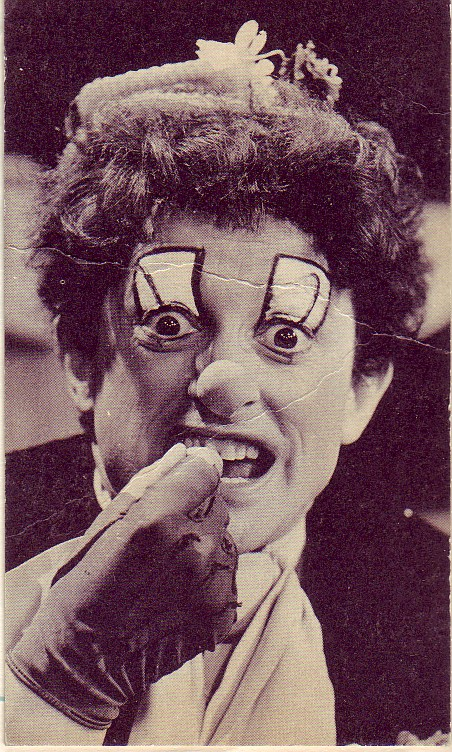
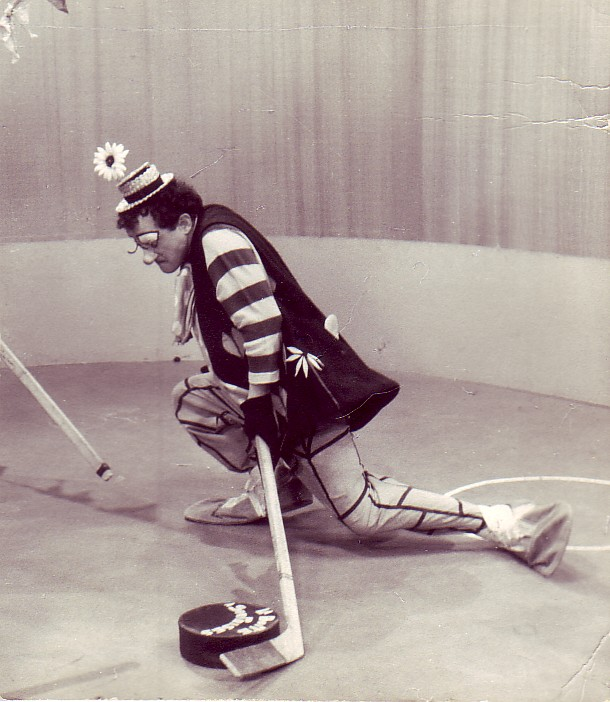
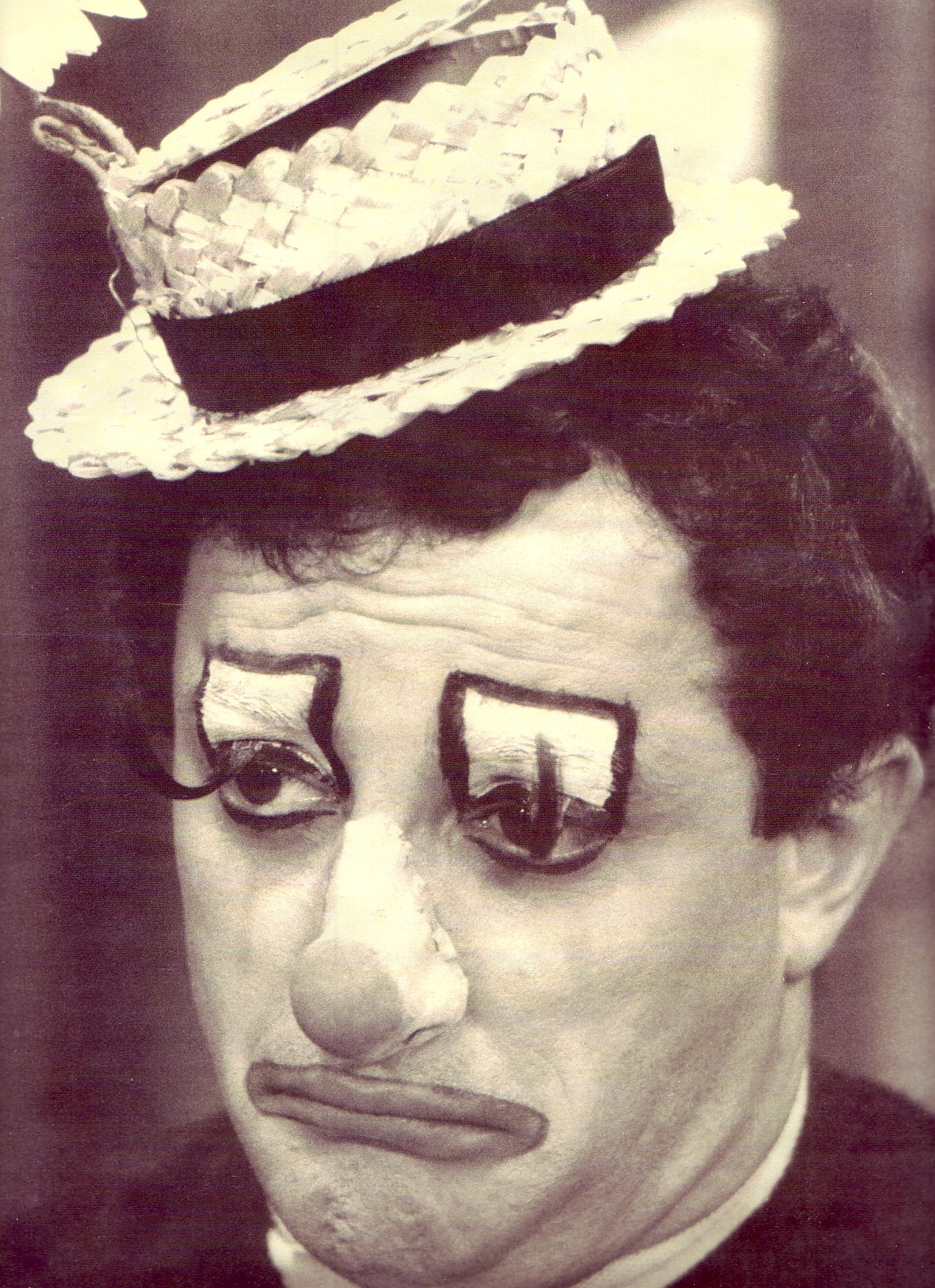
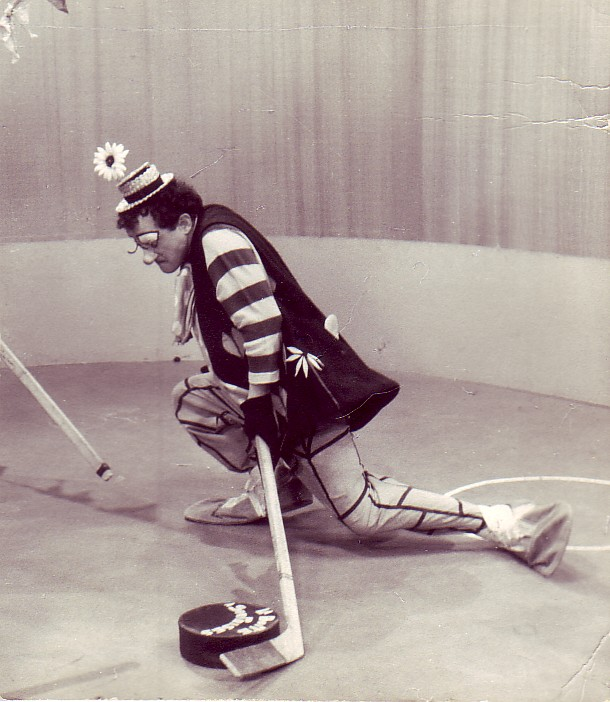